# Ameiurus catus
Ameiurus catus es una especie de peces de la familia Ictaluridae en el orden de los Siluriformes.

## Morfología
• Los machos pueden llegar alcanzar los 95 cm de longitud total.

## Distribución geográfica
Se encuentran en Norteamérica: ríos costeros  atlánticos desde Florida hasta  Nueva York.